# Jujutsu Kaisen
Jujutsu Kaisen (呪術廻戦 lit. Guerra de Hechicería?), también conocida como Jujutsu Kaisen: Guerra de hechiceros en Japón, es una serie de manga japonés escrita e ilustrada por Gege Akutami. Shūeisha publicó sus capítulos en la revista Shūkan Shōnen Jump desde el 5 de marzo de 2018 hasta el 30 de septiembre de 2024 y los ha recopilado y publicado en treinta volúmenes tankōbon a mediados de 2024. La historia gira en torno al protagonista Yūji Itadori, quien se une a una organización secreta de hechiceros para matar a una poderosa maldición llamada Ryōmen Sukuna tras convertirse en su anfitrión. Es una secuela de Tokyo Metropolitan Curse Technical School, del mismo Akutami, que Shūeisha publicó en la revista Jump GIGA entre el 28 de abril y el 28 de julio de 2017 y posteriormente recopiló en un volumen tankōbon bajo el título Jujutsu Kaisen 0, publicado el 4 de diciembre de 2018.
VIZ Media tiene la licencia para su lanzamiento en inglés en América del Norte y pública el manga impreso desde diciembre de 2019. Norma Editorial lo pública en España y Editorial Panini en México y Argentina. Además, Shūeisha lo pública en inglés y español en la plataforma en línea Manga Plus. Dos novelas escritas por Ballad Kitaguni se publicaron en mayo de 2019 y enero de 2020, respectivamente. Una adaptación de la serie a anime de veinticuatro episodios producidos por el estudio MAPPA se emitió en el bloque de programación Super Animeism de MBS desde el 3 de octubre de 2020 hasta el 27 de marzo de 2021. El 12 de febrero de 2022, el anime fue renovado para una segunda temporada, la cual se transmitió en 2023. Crunchyroll tiene la licencia para transmitir el anime fuera de Asia y estrenó un doblaje en inglés en noviembre de 2020. La banda sonora original del anime se lanzó en abril de 2021.
En octubre de 2021, el manga Jujutsu Kaisen tenía más de 55 millones de copias en circulación, incluidas las versiones digitales y Jujutsu Kaisen 0, lo que la convierte en una de las series de manga más vendidas de todos los tiempos.[cita requerida]
El 19 de agosto de 2024, mediante un comunicado de la revista Shūkan Shōnen Jump, Gege Akutami  anunció que el manga llegaría a su conclusión con el capítulo 271, cuya fecha prevista de publicación fue el 30 de septiembre de 2024.

## Argumento

### Ambientación
En Jujutsu Kaisen, todos los seres vivos emanan una energía llamada Energía Maldita (呪力, Juryoku), que brota de las emociones negativas que fluyen naturalmente por el cuerpo. Las personas normales no tienen la habilidad de controlar este flujo en sus cuerpos. Como resultado, liberan continuamente esta Energía Maldita, lo que da lugar a que surjan las Maldiciones (呪い, Noroi), una raza de seres espirituales cuyo principal deseo es el de hacerle daño a la humanidad.
Los Hechiceros Jujutsu (呪術師, Jujutsushi, lit. "Maestros de Técnicas Malditas" o "Chamanes") son personas que tienen la habilidad de controlar el flujo de Energía Maldita en sus cuerpos, lo que les permite usarla a su antojo, así como reducir cuánto de ella se libera. Los Hechiceros y las Maldiciones de alto rango pueden refinar esta energía y utilizarla para ejecutar Técnicas Malditas (呪術式, Jujutsushiki), que suelen ser exclusivas del usuario particular o correr en su familia. Una forma avanzada de Técnica Maldita es la Expansión de Dominio (領域展開, Ryōiki Tenkai), técnica mediante la cual el usuario puede utilizar su Energía Maldita para construir una dimensión de bolsillo que cubre el área circundante y dentro de la cual todos los ataques son más fuertes.

### Trama
Yūji Itadori es un estudiante de secundaria que vive en Sendai con su abuelo. Se une al Club de Investigación de lo Oculto, a pesar de poseer un talento innato para el deporte. Va a visitar a su abuelo moribundo al hospital todos los días. En su lecho de muerte, su abuelo inculca dos poderosos mensajes dentro de Yuji: «siempre ayuda a la gente» y «muere rodeado de gente». Estas dos ideas aparentemente provienen de los propios arrepentimientos de su abuelo. Después de la muerte de su abuelo, Yūji interpreta estos mensajes como una declaración: todos merecen «una muerte adecuada». Luego se enfrenta a Megumi Fushiguro, un hechicero que le informa de un talismán de categoría especial en su escuela con el que Yūji recientemente se puso en contacto. Sus amigos del Club de lo Oculto abrieron el talismán, un dedo podrido, que atrajo a la escuela a las Maldiciones, criaturas que surgen a través de emociones negativas. Incapaz de derrotar a las maldiciones debido a su falta de poderes mágicos, Yūji se traga el dedo para proteger a Megumi y sus amigos y se convierte en el recipiente de Ryōmen Sukuna, una poderosa maldición. Debido a su naturaleza malvada, las reglas dictan que debe ser exorcizado (y, por extensión, a Yūji) de inmediato. Sin embargo, a pesar de estar poseído, Yūji todavía puede mantener el control de su cuerpo la mayor parte del tiempo. Al ver esto, Satoru Gojō, el maestro de Megumi, decide llevarlo a la escuela Tokyo Prefectural Jujutsu High School para proponer un plan a sus superiores: posponer la sentencia de muerte de Yūji hasta que consuma todos los dedos de Sukuna, permitiéndoles matarlo de una vez por todas.

## Producción
En 2017, Gege Akutami publicó Tokyo Metropolitan Curse Technical School, una serie de 4 capítulos que se publicó en Jump GIGA del 28 de abril al 28 de julio. Esta serie serviría más tarde como una precuela de Jujutsu Kaisen, siendo titulada retroactivamente como Jujutsu Kaisen 0. Akutami comenzó la publicación de Jujutsu Kaisen en el número 14 de 2018 de Shūkan Shōnen Jump, lanzado el 5 de marzo de 2018.
Akutami declaró que Neon Genesis Evangelion influyó en los aspectos mitológicos de la serie. También se influencio por las películas de terror y el género de metraje encontrado. Akutami es particularmente fanático de Yoshihiro Togashi, autor de Yū Yū Hakusho y Hunter × Hunter, y expresó su deseo de conseguir un estilo artístico lo más cercano posible a su estilo. Declaró que también es fan de Tite Kubo, autor de Bleach, y discutió en una entrevista con él las similitudes entre sus trabajos. Otros artistas de manga que influyeron en Akutami incluyen a Masashi Kishimoto (Naruto) y Yūsuke Murata (ilustrador de Eyeshield 21 y One Punch-Man). El sistema mágico de Jujutsu Kaisen se basa en gran medida en Hunter × Hunter, cuyas peleas, en palabras de Akutami, «rechazan los argumentos emocionales», pero Akutami dijo eso, como Daisuke Ashihara, autor de World Trigger, cuyo sistema mágico también es similar a la serie de Togashi, Akutami está tratando de encontrar y desarrollar un estilo propio.
En octubre de 2020, Akutami declaró que el final y las etapas principales de la historia están planificados, pero el camino entre los dos sigue siendo «bastante libre». En febrero de 2021, Akutami declaró que la serie probablemente se terminará dentro de dos años, sin embargo, declaró que no confiaba en esa declaración. Akutami sabe cómo terminará la historia de Megumi Fushiguro, pero no de Sukuna. El 9 de junio de 2021, se anunció que el manga entraría en pausa debido a problemas de salud de Akutami, y reanudó su publicación el 2 de agosto del mismo año.

## Contenido de la obra

### Manga
Jujutsu Kaisen está escrito e ilustrado por Gege Akutami. La serie comenzó su serialización en la revista Shūkan Shōnen Jump de Shūeisha el 5 de marzo de 2018. Shūeisha recopila y pública sus capítulos en volúmenes tankōbon individuales. El primer volumen se publicó el 4 de julio de 2018, y hasta el momento han sido publicados treinta volúmenes.
Shūeisha también pública la serie en español en la aplicación y el sitio web Manga Plus desde enero de 2019. VIZ Media publicó los primeros tres capítulos de su iniciativa «Jump Start». En marzo de 2019, VIZ Media anunció el lanzamiento impreso de la serie en América del Norte. El primer volumen se publicó el 3 de diciembre de 2019.
El manga también cuenta con licencia para su distribución en España por Norma Editorial, y en México y Argentina por la Editorial Panini.

### Novelas
Se han publicado dos novelas escritas por Ballad Kitaguni bajo el sello Jump J-Books. La primera, titulada Jujutsu Kaisen: Iku Natsu a Kaeru Aki (呪術廻戦　逝く夏と還る秋 lit. Jujutsu Kaisen: verano vertiginoso y otoño que regresa?), fue lanzado el 1 de mayo de 2019. La segunda novela, titulada Jujutsu Kaisen: Yoake no Ibara Michi (呪術廻戦　夜明けのいばら道 lit. Jujutsu Kaisen: El camino de las rosas al amanecer?), fue lanzada el 4 de enero de 2020.

### Anime
Se anunció una adaptación de la serie a anime en el número 52 de Shūkan Shōnen Jump publicado el 25 de noviembre de 2019. El autor del manga Gege Akutami y los miembros principales del reparto aparecieron en Jump Festa '20 el 22 de diciembre de 2019. La serie fue producida por el estudio MAPPA y dirigida por Park Sung-hoo. Hiroshi Seko estaba a cargo de los guiones y Tadashi Hiramatsu diseñó los personajes. Si bien el anime tuvo un debut de transmisión avanzada en YouTube y Twitter el 19 de septiembre de 2020, se emitió oficialmente en el bloque Super Animeism de MBS y TBS del 3 de octubre de 2020 al 27 de marzo de 2021. La serie tuvo una duración de 24 episodios. Desde el episodio 3 en adelante, la serie incluye cortos de anime poscréditos titulados «Juju Sanpo» (呪術さんぽ lit. Juju Cortos?), que se centran en la vida cotidiana de los personajes.
El anime tiene licencia de Crunchyroll para su transmisión fuera de Asia. Crunchyroll ha lanzado doblajes en streaming para la serie en inglés, español, portugués, francés y alemán que se estrenaron el 20 de noviembre de 2020, y el doblaje en inglés también se estrenó en HBO Max el 4 de diciembre de 2020. Viz Media lanzará la serie en video casero. En el sudeste asiático y el sur de Asia, Medialink obtuvo la licencia de la serie y la transmitió en IQiyi. La compañía también lanzó la serie en Netflix en el sureste asiático, India, Hong Kong y Taiwán el 3 de junio de 2021.
En febrero de 2022, se anunció una segunda temporada. Shōta Goshozono sustituye a Park Sung-hoo como director de la serie. Se estrenó el 6 de julio de 2023. La temporada se transmitirá durante dos cursos continuos y adaptará los arcos "Kaigyoku/Gyokusetsu" y "Shibuya Incident".
Después del final de la segunda temporada, se anunció una tercera temporada que cubriría el arco "Shimetsu Kaiyū".

### Música
La banda sonora original de la serie de anime está compuesta por Hiroaki Tsutsumi, Yoshimasa Terui y Arisa Okehazama. El primer tema de apertura de la serie es «Kaikai Kitan» (廻廻奇譚?), interpretado por Eve, mientras que el primer tema final es «Lost in Paradise feat. AKLO» interpretado por ALI. El segundo tema de apertura es «VIVID VICE», interpretado por Who-ya Extended, mientras que el segundo tema final es «give it back», interpretado por Cö Shu Nie. La banda sonora original fue lanzada en un set de 2 CD el 21 de abril de 2021. Anime Limited lanzó la banda sonora digitalmente en América del Norte, Europa y Oceanía el 21 de abril de 2021, tanto en CD como en vinilo en el cuarto trimestre de 2021.

### Videojuegos
En junio de 2021, se anunció un juego de rol gratuito desarrollado por Sumzap para teléfonos inteligentes.
En agosto de 2021 se anunció una colaboración con PlayerUnknown's Battlegrounds (PUBG: Battlegrounds). La colaboración estará disponible a nivel mundial excepto en Japón y China continental.
El 18 de enero de 2023 se lanzaron una serie de skins en colaboración con el juego Mobile Legends: Bang Bang con animaciones, efectos y sonidos especiales.
Un videojuego de lucha llamado Jujutsu Kaisen Cursed Clash será lanzado el 2 de febrero de 2024 en PC y consolas. El juego es desarrollado por Byking Inc. y producido por Bandai Namco Entertainment.

### Otros medios
Un fanbook, titulado Jujutsu Kaisen Official Fanbook (呪術廻戦 公式ファンブック Jujutsu Kaisen Kōshiki Fanbukku?), que presenta información exclusiva sobre la serie, perfiles de personajes, comentarios del autor, una entrevista y un diálogo especial entre Akutami y el autor de Bleach, Tite Kubo, fue publicado por Shūeisha el 4 de marzo de 2021.

## Recepción

### Manga
Jujutsu Kaisen ocupó el sexto lugar en los 5° Next Manga Awards en la categoría de impresión en 2018. La serie ocupó el primer lugar en los «Cómics recomendados por los empleados de la librería nacional» según el sitio web del Honya Club en 2019. Ganó el tercer premio anual Tsutaya Comic Awards en 2019. En 2019, el manga fue nominado para el 65° Premio de Manga Shōgakukan en la categoría shōnen. La serie ocupó el puesto 31 en la lista de «Libro del año» de 2021 de la revista Da Vinci. Jujutsu Kaisen encabezó la clasificación de la comunidad de manga de Alu «My Manga Best5» en 2020, en la que participaron 46 641 usuarios (a través de Twitter), y Jujutsu Kaisen 0 ocupó el puesto 43. En la encuesta Manga Sōsenkyo 2021 de TV Asahi, en la que 160.000 personas votaron por sus 100 mejores series de manga, Jujutsu Kaisen ocupó el puesto 19. Jujutsu Kaisen ganó el Mandō Kobayashi Manga Grand Prix 2020, creado por el comediante y entusiasta del manga Kendo Kobayashi, en el que el ganador de cada año se decide según su gusto personal. El manga fue nominado para el 25º Premio Cultural Tezuka Osamu en 2021.

#### Ventas
El manga tenía 600 000 copias en circulación a diciembre de 2018,770.000 copias en circulación al 1 de febrero de 2019, 1,1 millones de copias en circulación a finales de febrero de 2019, 2 millones de copias en circulación como de junio de 2019, 2,5 millones de copias en circulación a noviembre de 2019, 4,5 millones de copias en circulación a mayo de 2020, 6,8 millones de copias en circulación a septiembre de 2020, y más de 10 millones copias en circulación en octubre de 2020, habiendo crecido un 400% en un año y alrededor del 230% en medio año. En diciembre de 2020, la serie tenía 15 millones de copias en circulación. Para el 13 de enero de 2021, la serie tenía más de 20 millones de copias en circulación, y aumentó a 25 millones de copias en circulación para el 26 de enero. En febrero de 2021, el manga tenía más de 30 millones de copias en circulación. A principios de marzo de 2021, la serie tenía más de 36 millones de copias en circulación, y a finales de mes, el manga registró más de 40 millones de copias en circulación. En abril de 2021, el manga tenía más de 45 millones de copias en circulación. En mayo de 2021, el manga tenía más de 50 millones de copias en circulación. En octubre de 2021, registró más de 55 millones de copias en circulación.
Jujutsu Kaisen fue la quinta serie de manga más vendida en 2020 (desde noviembre de 2019 hasta noviembre de 2020), con 6 702 736 copias vendidas. En enero de 2021, los primeros quince volúmenes publicados en ese momento (incluido el volumen 0) ocuparon 15 de los 16 primeros lugares del ranking semanal de manga de Oricon (semana del 11 al 17 de enero), solo superados por el volumen 33 de Shingeki no Kyojin, que encabezó el lista. Jujutsu Kaisen fue la segunda serie de manga más vendida en la primera mitad de 2021 (período entre noviembre de 2020 y mayo de 2021), detrás de Kimetsu no Yaiba, con más de 23 millones de copias vendidas, mientras que sus 16 volúmenes (incluido el volumen 0), se encontraban entre los 25 volúmenes de manga más vendidos.

#### Recepción de la crítica
Leroy Douresseaux de Comic Book Bin le dio al primer volumen una puntuación de 8.5/10. Douresseaux elogió la serie por sus personajes, tramas, escenarios y mitología interna, y la describió como una «combinación de manga de batalla y cómic de terror». Shawn Hacaga de The Fandom Post, en su revisión del primer volumen, comparó la serie con Bleach y la elogió por su mundo, tradición, personajes y arte, concluyendo que es un «primer volumen sólido». Hannah Collins de CBR encontró paralelos entre Yūji y Sukuna y los personajes de Marvel Comics Eddie Brock y Venom. También notó similitudes con Bleach, Ao no Exorcist y Tokyo Ghoul. Collins elogió el manga y con respecto a su adaptación de anime recientemente anunciada concluyó que Jujutsu Kaisen es una «serie de acción oscuramente agradable que seguramente será una a tener en cuenta en 2020». Rebecca Silverman de Anime News Network clasificó el primer volumen como C. Silverman elogió el uso de la serie del folclore japonés y elementos yōkai, comparando este y el estilo artístico de Akutami con GeGeGe no Kitarō de Shigeru Mizuki, pero criticó la historia por ser «muy genérica». Ella concluyó; «Tiene el potencial de ser más a medida que Akutami se sienta más cómodo con el proceso de serialización y descubra con precisión hacia dónde va la historia, por lo que puede valer la pena un segundo libro para estar seguro. Pero a partir de este, está bien, hacer es el tipo de serie que se condena con leves elogios».

### Anime
El anime Jujutsu Kaisen fue premiado como «Anime del año» en los 5° Crunchyroll Anime Awards de 2021, mientras que Ryōmen Sukuna ganó la categoría «Mejor antagonista» y «Lost in Paradise feat. AKLO» de ALI ganó la categoría «Mejor secuencia final». En enero de 2021, se reveló que la serie de anime fue la segunda serie de anime más vista en Crunchyroll en 2020, solo superada por Black Clover, siendo vista en 71 países y territorios, incluidos América del Norte, América del Sur y Central, Europa, Medio África oriental y septentrional, África, Asia y Oceanía. El video musical oficial de la primera apertura de la serie, «Kaikai Kitan» de Eve, alcanzó los 100 millones de visitas en YouTube en abril de 2021, siendo una de las aperturas de anime más rápidas en alcanzar tal cantidad de visitas.
Micah Peters de The Ringer dijo que si bien la «ejecución enfocada» de los tropos shōnen de la serie la hace «infinitamente observable», es su «especificidad, su personalidad, su estilo ultra elegante lo que hace que el programa sea especial». Añadió: «Al igual que con el trabajo anterior de Park, hay una cantidad suntuosa de animaciones llamativas, caras y habilitadas para mo-cap, que cumplen la acción prometida por los cómics». Paul Thomas Chapman de Otaku USA lo calificó como un «excelente ejemplo de material promedio elevado por una excelente ejecución», y agregó que es similar a Bleach y Yū Yū Hakusho. Chapman comentó que Park Sung-hoo «pone la paliza en los ritmos narrativos», pudiendo «pasar de la comedia tonta al terror escalofriante en un instante», y que él y el equipo de MAPPA «hacen que esta mutabilidad narrativa parezca sin esfuerzo». Ana Díaz de Polygon destacó el episodio 17, elogiando el tratamiento de la serie de sus personajes femeninos, diferente a otras series shōnen. Díaz escribió: «Jujutsu Kaisen va un paso más allá de evitar los tropos de género al presentar una variedad de perspectivas femeninas. No es que haya una manera correcta para que estas jóvenes lidien con las presiones únicas que enfrentan. La historia les permite estar en desacuerdo y luchar por sus perspectivas y su lugar». Ella concluyó: «El éxito generalizado del programa indica que el público no solo está listo para el cambio, sino que lo anhela activamente. Ahora, todos los demás creadores tienen luz verde para incluir a todo tipo de mujeres en sus programas». 

### Novelas
Jujutsu Kaisen: Iku Natsu a Kaeru Aki y Jujutsu Kaisen: Yoake no Ibara Michi estuvieron entre las series de novelas más vendidas en la primera mitad de 2021 (período entre noviembre de 2020 y mayo de 2021), con 235 170 y 206 059 copias vendidas respectivamente, y ambas fueron los volúmenes de novelas más vendidos en la primera mitad de 2021.